# Базука
Базука (енгл. Bazooka) је назив за ручни ракетни противоклопни бацач развијен у САД током Другог светског рата. Ово оружје је представљало својеврсну иновацију у пешадијској борби. Испаљивао је високо експлозивне противоклопне гранате намењене за уништавањ тенкова, оклопних возила, бункера.

## Опис и развој
Базуку је изумео амерички физичар и иноватор Роберт Годард за потребе америчке војске као бестрзајно противоклопно оружје. Годард је овај систем развио за време Првог светског рата 1918. године, у чему је учествовао и др. Клеренс Хикман. Оружје, међутим, није било уведено у оперативну употребу због завршетка рата.
Развој кумулативне гранате је започет за време истраживања америчког физичара Чарлса Едварда Монроа 1880. Касније, у периоду између два светска рата, САД су развијале противоклопно оружје у виду ручних граната и тромблонских мина које су испаљиване из пушака М1903 Спрингфилд, M1 Garand, итд. Овај систем је модификацијом, коју је извео Едвард Ул уводећи кумулативну гранату, уведен у оперативну употребу 1942. године.

## Други светски рат
Базука је први пут употребљена током Операције Бакља, приликом савезничког искрцавања у северну Африку. Међутим, генерал Двајт Д. Ајсенхауер је био разочаран због недостатка искуства војника који су користили ово оружје.
Немци су дошли до неколико примерака базуке од Црвене армије и приликом операције Бакља, након чега су развили своје властито оружје, Панцершрек(нем. Panzerschreck). Оно је имало већи калибар, знатно већи домет и побољшану гранату. Војска САД је била у прилици да истовремено користи и Базуку, и Панцершрек против немачких тенкова Пантер. Касније су увидели да је решење Панцершрека знатно ефикасније од оригиналне Базуке по питању уништавања оклопа. Посада која се служила овим оружјем је била врло рањива, због излагања непријатељској ватри, али и након испаљивања, због великих барутних гасова који су откривали њихов положај.
У другој половини рата, војска САД је имала знатно више искуства са системом и развили су успешну тактику против непријатељских тенкова. При гађању, посада је заузимала знатно виши положај у односу на непријатељске тенкове, и потом их уништавали поготком у мотор. Током битке код Аракурта у Француској 1944. америчка војска је монтирала 2-3 базуке испод крила школског авиона Пајпер Ј-3, чиме су уништили 6 немачких тенкова.

### Корејски рат
По узору на Панцершрек, САД су развиле нову верзију Супер Базука (енгл. Super Bazooka), калибра 90 mm. Супер Базука је имала знатно већи домет, али је била 20% лакша од Панцершрека. Старије верзије, М1 и М9, нису биле успешне против севернокорејских тенкова Т-34. Овај систем су током Корејског рата користили и Кинези против аричких тенкова М4 Шерман и М46 Патон.

### Вијетнамски рат
М20 Супрер Базука је коришћена од стране америчких маринаца у почетку рата. Касније је замењена савременијим бестрзајним топовима М67 и бацачима М72 ЛАВ. Јужнновијетнамске снаге су користиле овај систем до краја 1960-их година.

### Остали сукоби
Базука је коришћена током Португалског колонијалног рата, али и током кампања у Индокини и Африци.

## Верзије

### М1 "Базука"
- Дужина цеви: 1370 mm
- Калибар: 57 mm
- Тежина: 5,9 kg
- Ефективни домет: 140 m
- Максимални домет: 370 m
- Посада: 2 војника

### М1А1 "Базука"
- Дужина цеви: 1370 mm
- Калибар: 57 mm
- Тежина: 5,8 kg
- Ефективни домет: 140 m
- Максимални домет: 370 m
- Посада: 2 војника

### М9/М9А1 "Базука"
- Дужина цеви: 1550 mm
- Калибар: 57 mm
- Тежина: 6,5 kg
- Ефективни домет: 110 m
- Максимални домет: 460 m
- Посада: 2 војника

### М20 "Супер Базука"
- Дужина цеви: 1524 mm
- Калибар: 90 mm
- Тежина: 5,9 kg
- Ефективни домет: 180 m
- Максимални домет: 913 m
- Посада: 2 војника